# Paulinia acuminata
Paulinia acuminata är en insektsart som först beskrevs av De Geer 1773.  Paulinia acuminata ingår i släktet Paulinia och familjen gräshoppor. Inga underarter finns listade i Catalogue of Life.